# Évrard II de La Marck-Arenberg
Pour les articles homonymes, voir Évrard de La Marck.
Evrard II de La Marck (en allemand : Eberhard II. von der Marck-Arenberg) né en 1365 à Aremberg et mort 1440 est un seigneur de Sedan. 

## Biographie
Issu d'une grande famille noble de Franconie, il est le petit-fils d'Engelbert II de la Marck († 1308), comte de La Marck et le fils d'Évrard Ier et de Marie de Looz, petite fille de Jean Ier de Looz. Il a pour frère Jean Ier de La Marck-Arenberg. 
Il contracte une première union le 5 août 1405 avec Marie de Braquemont (†1415), sœur de Louis de Braquemont, qui, pour se libérer de ses dettes, lui vend le 8 mai 1424 les fiefs de Sedan et Florenville, ainsi que divers biens dans les villes de Mouzon, Bazeilles, Balan, Amblimont, Douzy, Villers-Cernay, Francheval et La Besace. Il obtient ainsi, dès cette époque, le commandement de la prévôté et la recette de Bouillon, alors aux mains des princes-évêques des Liège. L'acte est signé le 8 juin 1424, Louis décèdera 2 mois plus tard durant la bataille de Verneuil.
Il s'intéresse de près à l'éperon rocheux qui domine le petit village, expulse de Mouzon (Ardennes) les religieux qui y possédaient un prieuré et commence à faire construire le célèbre Château de Sedan, dont son fils Jean II de La Marck, puis Robert Ier de La Marck hériteront.
Par son deuxième mariage en 1422 avec Agnès de Rochefort, il entre en possession du comté du même nom, aujourd'hui situé en Ardenne belge.
Eberhard II était un seigneur belliqueux, fréquemment en conflit avec la maison de Luxembourg et le prince-évêque de Liège.

## Descendance
De son mariage avec Marie de Braquemont, il a trois enfants :
- Elisabeth, qui épouse le comte Georges de Sayn-Wittgenstein ;
- Jean Ier, qui hérite des possessions Arenberg, à savoir Sedan, Lummen et des terres dans le Hainaut ;
- Jacques, qui hérite d'une seigneurie en Picardie et meurt sans enfants.

De son second mariage avec Agnès de Rochefort, il a cinq enfants, dont :
- Jean, archidiacre de Liège ;
- Louis Ier, qui hérite du comté de Rochefort et épouse Nicole d'Aspremont (†1470), fille de Gaubert seigneur de Busency ;
- Louise, qui épouse Philippe de Koenigstein.

C'est ainsi que la maison de La Marck-Arenberg s'est divisée en deux branches, Arenberg et Rochefort.

## Sources
- « roglo.eu », Eberhard de La Mark (consulté le 17 décembre 2010).
- « racineshistoire.free.fr », La Marck (consulté le 17 décembre 2010).